# Wilhelm Coblitz
Wilhelm Coblitz (ur. 24 lutego 1906 w Monachium, zm. 22 lipca 1996) – niemiecki prawnik, urzędnik i polityk, starszy radca rządu Generalnego Gubernatorstwa, dyrektor Instytutu Niemieckich Prac na Wschodzie (niem. Institut für Deutsche Ostarbeit). Członek NSDAP oraz SA-Hauptsturmführer.
Jego siostra Freda była żoną Ludwiga Fischera, gubernatora dystryktu warszawskiego Generalnego Gubernatorstwa.